# Panzerbrigade von Hobe
De Duitse Panzerbrigade von Hobe was een Duitse Panzerbrigade van de Wehrmacht tijdens de Tweede Wereldoorlog. De brigade kwam alleen in actie tijdens de terugtocht vóór de Amerikaanse troepen uit door Beieren. 

## Krijgsgeschiedenis

### Oprichting
Panzerbrigade von Hobe werd opgericht op 1 april 1945 in Wehrkreis XIII.

Al begin maart 1945 werd in Wehrkreis XIII een zogenaamde Alarm-Panzerbrigade XIII opgericht. Op 1 april werd de brigade in het Leger ingevoegd, en werd daarom vaak ook als Panzerbrigade XIII aangeduid, soms ook als Panzerverbandes Massenbach. De brigade beschikte over 9 Panzer III, 3 Panzer IV, 15-16 Panzer V Panther, 3 Sturmgeschütz III, een onbekend aantal Jagdpanzer 38(t) en daarnaast enkele panzergrenadiercompagnieën in halfrupsvoertuigen. De brigade-eenheden waren zwak aanwezig. Omdat de sterkte eigenlijk helemaal geen brigade was, werd ook de term Panzerkampfgruppe XIII veelvuldig gebezigd.

### Inzet
De brigade werd begin april 1945 oostelijk van Würzburg voor het eerst tegen Amerikaanse troepen ingezet, in het gat in het front tussen het 1e Leger en het 7e Leger en fungeerde zo als “Sperrverband”. Later volgde ook inzet rond Mainbernheim en een tegenaanval bij Bamberg. Dan volgde een terugtrekking naar Kitzingen. Op 8 april krijgt de brigade een belangrijke versterking in de vorm van II./Panzerregiment 22 met 22 Panzer V Panthers. Vanaf 9 april gaat het via Neustadt an der Aisch en Uffenheim terug naar een pantser-afweerstelling zuidzuidwestelijk van Fürth. Op 10 april ressorteerde de brigade onder het XIII SS Korps van het 1e Leger van Heeresgruppe G. Inzetbare pantservoertuigen zijn nog 16 Panzer V, 1 StuG III, 7 Jagdpz. 38. Dit betekent dat er al meer dan 40 pantservoertuigen verloren zijn gegaan. De meeste zijn echter achtergelaten na schade of zonder brandstof komen zitten. Delen van de brigade werden vervolgens ook in Nürnberg ingezet en voor de verdediging van Ansbach. Dan volgde een terugtocht met stevige verliezen in Franken, via Nördlingen naar het Donau-bruggenhoofd bij Donauwörth. Op 25 en 26 april stak de brigade de Donau over. En trok vervolgens terug via het gebied rond München, noordrand Ammersee, Rosenheim en het gebied zuidzuidwestelijk van de Chiemsee. Bij het oversteken van de Inn bij Rosenheim in de acht van 1 op 2 mei, blijven de laatste 2 tanks wegens motorschade achter.

### Einde
Panzerbrigade von Hobe werd op 5 mei 1945 opgeheven in het gebied rond Aschau im Chiemgau (op de Elandalm) en ging in Amerikaanse krijgsgevangenschap.

### Slagorde
Begin-4-1945:
- Panzer-Lehr-Abteilung Hauptman Krone
- Regiment Oberleutnant Holzhauser: Fahnenjunker Schule der Panzergrenadier Bamberg (Bataljons Moritz, Dietrich),
- Regiment Oberleutnant Heilbronn: Bataljons Frank, Noack, von Pogrell
- Brigade-eenheden

14-4-1945:
- Panzerregiment Major Rettemeier (vanaf 8-4-1945): I. Abt(ex.II./Panzerregiment 22), Pz.Jg.Abt. Zaage
- Regiment Oberleutnant Holzhauser: Fahnenjunker Schule der Panzergrenadier Bamberg (Bataljons Moritz, Dietrich),
- Regiment Oberleutnant Heilbronn: Bataljons Frank, Noack, von Pogrell
- Regiment Major Baron von der Brüggen (15/04/1945): I.,II.Bataljons, Fliegerhorst Herzogenaurach
- Brigade-eenheden

## Commandanten

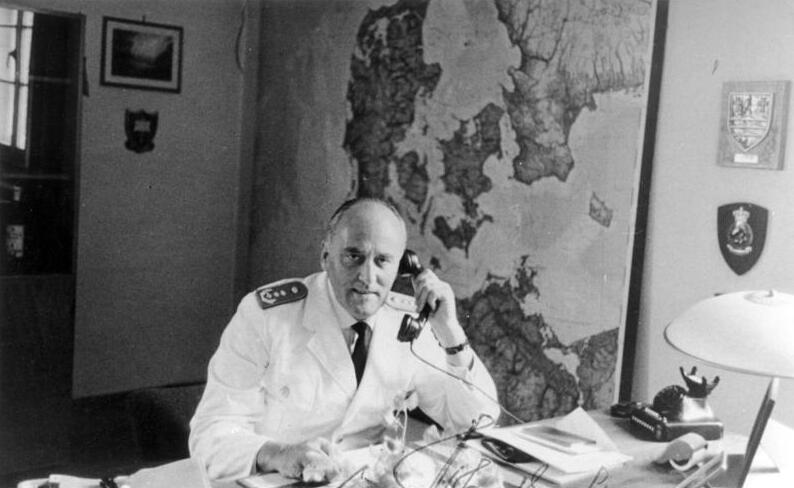
Cord von Hobe, hier als Generalleutnant in 1961

| Rang                                     | Naam                    | Begin        | Eind         |
| ---------------------------------------- | ----------------------- | ------------ | ------------ |
| Oberst                                   | Freiherr von Massenbach | 1 april 1945 | 6 april 1945 |
| Oberstleutnant Oberst (vanaf 1 mei 1945) | Cord von Hobe           | 6 april 1945 | 5 mei 1945   |